# Schweizer Parlamentswahlen 1947/Resultate Nationalratswahlen
Die Nationalratswahlen der 33. Legislaturperiode fanden am 26. Oktober 1947 statt. Auf dieser Seite findet sich eine Übersicht über die Resultate in den Kantonen (Parteien, Stimmen, Wähleranteil, Sitze, Gewählte).